# Rahmatabad
Rahmatabad (em persa: رحمت اباد, também romanizada como Raḩmatābād; também conhecida como Raḩmābād) é uma aldeia do distrito rural de Esfandar, no condado de Abarkuh, na província de Yazd, Irã.
No censo de 2006, sua população era de 120 habitantes, em 23 famílias.